# Place Louis-Lépine
La place Louis-Lépine se situe dans le 4e arrondissement de Paris, sur l’île de la Cité.

## Situation et accès
Elle est limitée par les rues de la Cité (à l’est), de Lutèce (au sud), Aubé (à l’ouest), le quai de la Corse (au nord), et est parcourue par l’allée Célestin-Hennion.
Elle accueille le marché aux fleurs Reine-Elizabeth-II.
La station de métro Cité y a son unique entrée.

## Origine du nom
Elle porte le nom de Louis Lépine, un des plus célèbres préfets de police de la Seine (la fonction est aujourd’hui devenue préfet de police de Paris).

## Historique
Cette portion de voie publique a reçu par l’arrêté du 27 janvier 1934 le nom de Louis Lépine (1846-1933). Elle a englobé une partie de la rue de Lutèce et de la rue de la Cité. L’assiette de la rue Aubé, qui avait également été englobée, a été déclassée par l’arrêté du 22 mai 1962.
Sur ce site, avant les destructions de la Révolution et les transformations de Paris sous le Second Empire , se trouvaient des segments de la rue de la Pelleterie, de la rue Gervais-Laurent et de l'église Sainte-Croix de la Cité.
Des fouilles archéologiques ont lieu sur la place en 1913.

## Bâtiments remarquables et lieux de mémoire
- Le tribunal de commerce, qui a été construit de 1860 à 1865 par l’architecte Antoine-Nicolas Bailly sur une commande de Napoléon III, qui lui demanda de prendre modèle sur l’hôtel de ville de Brescia, en Italie.

L’édifice s'élève à l’emplacement de l’ancienne église Saint-Barthélemy. Celle-ci était la paroisse du Palais-Royal (sis à l’emplacement du Palais de Justice) du IXe au XVe siècle. L’église disparaît au milieu du XVIIIe siècle, et est remplacée par le théâtre de la Cité-Variétés, qui devient, en 1807, le bal du Prado, qui est lui-même démoli en 1858 pour laisser la place au bâtiment actuel. Celui-ci possède une belle coupole s’élevant à une hauteur de plus de 40 mètres.
- La préfecture de police dont le bâtiment actuel, qu’elle occupe depuis 1871, est en fait une caserne construite en 1863 à 1867 par l’architecte Pierre-Victor Calliat (1801-1881) à l’instigation du baron Haussmann pour accueillir la Garde républicaine. Cet ensemble s’élève à l’emplacement de l’ancienne abbaye Saint-Martial, fondée par saint Éloi au VIIe siècle.
- L'Hôtel-Dieu, qui est le plus ancien hôpital de la capitale, mais dont les bâtiments actuels furent élevés de 1866 à 1878 sur les plans de l’architecte Arthur-Stanislas Diet.
- Les deux fontaines Wallace de la place sont les seules de la ville à être inscrites à l'inventaire des monuments historiques (1970)[2].
- Le marché aux fleurs et aux oiseaux de Paris, portant depuis le 7 juin 2014 le nom de : « marché aux fleurs Reine-Elizabeth-II ». L'allée Célestin-Hennion, qui la parcourt, porte le nom du successeur de Louis Lépine à la préfecture de police[1],[2].

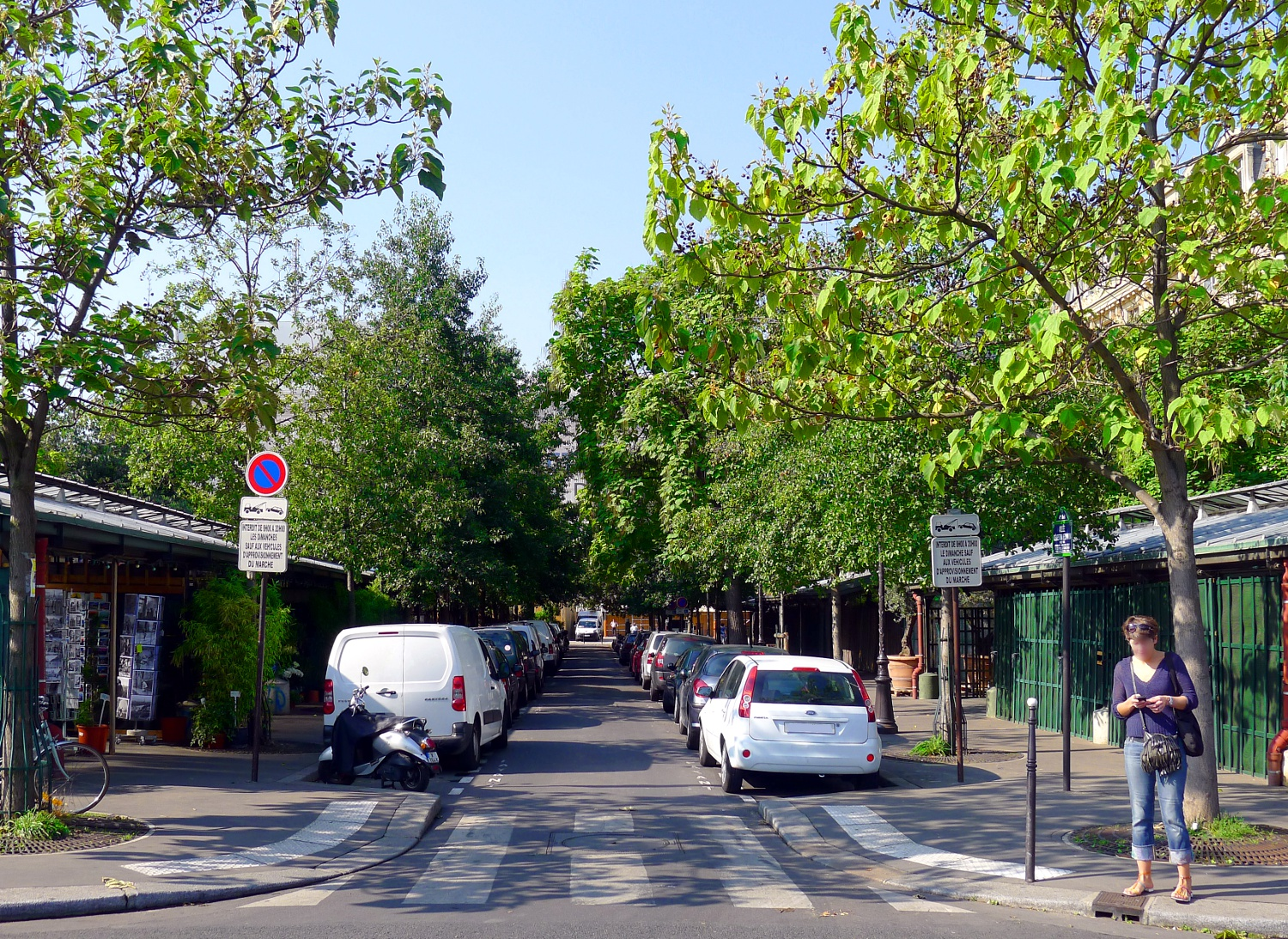
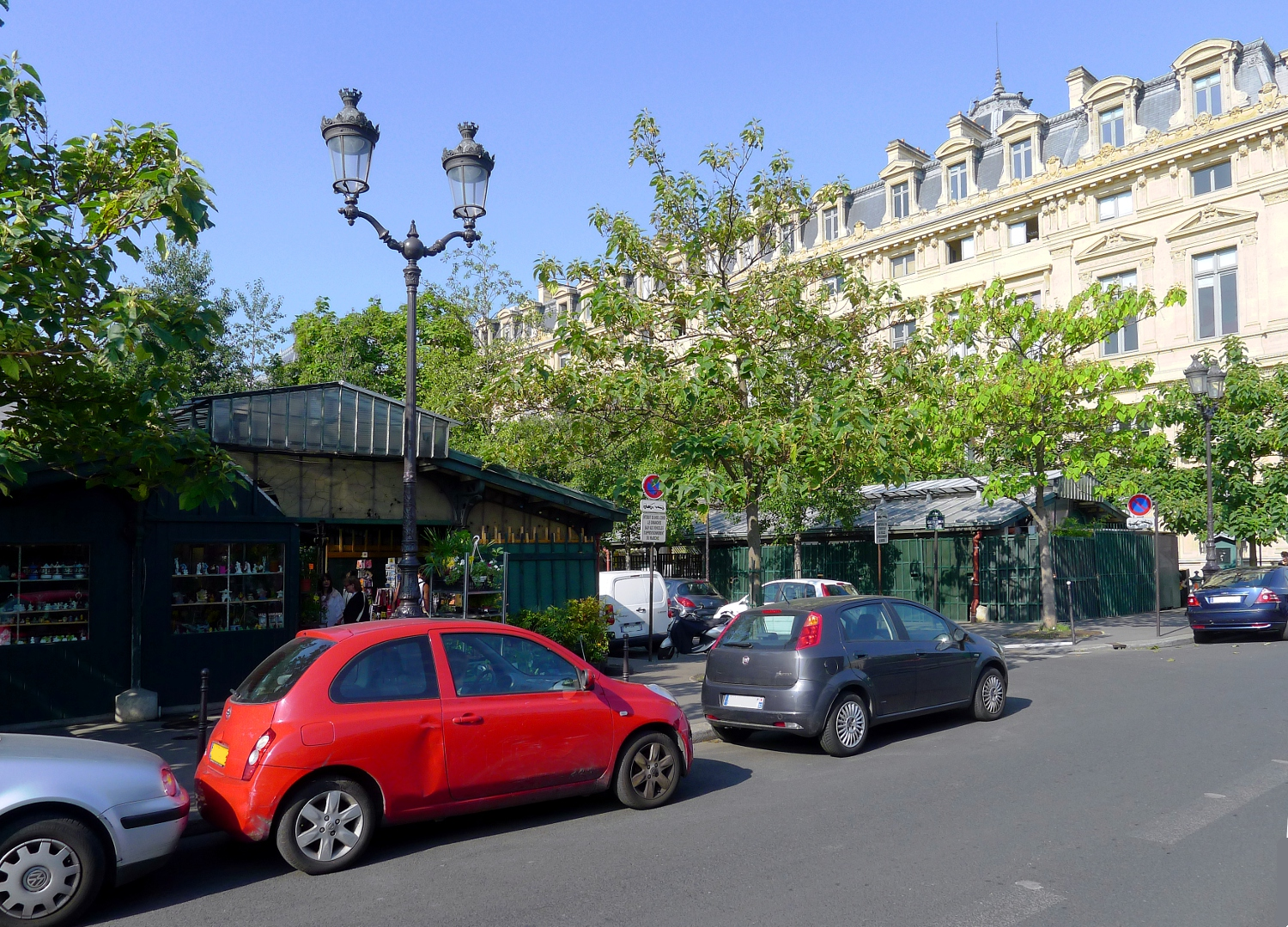
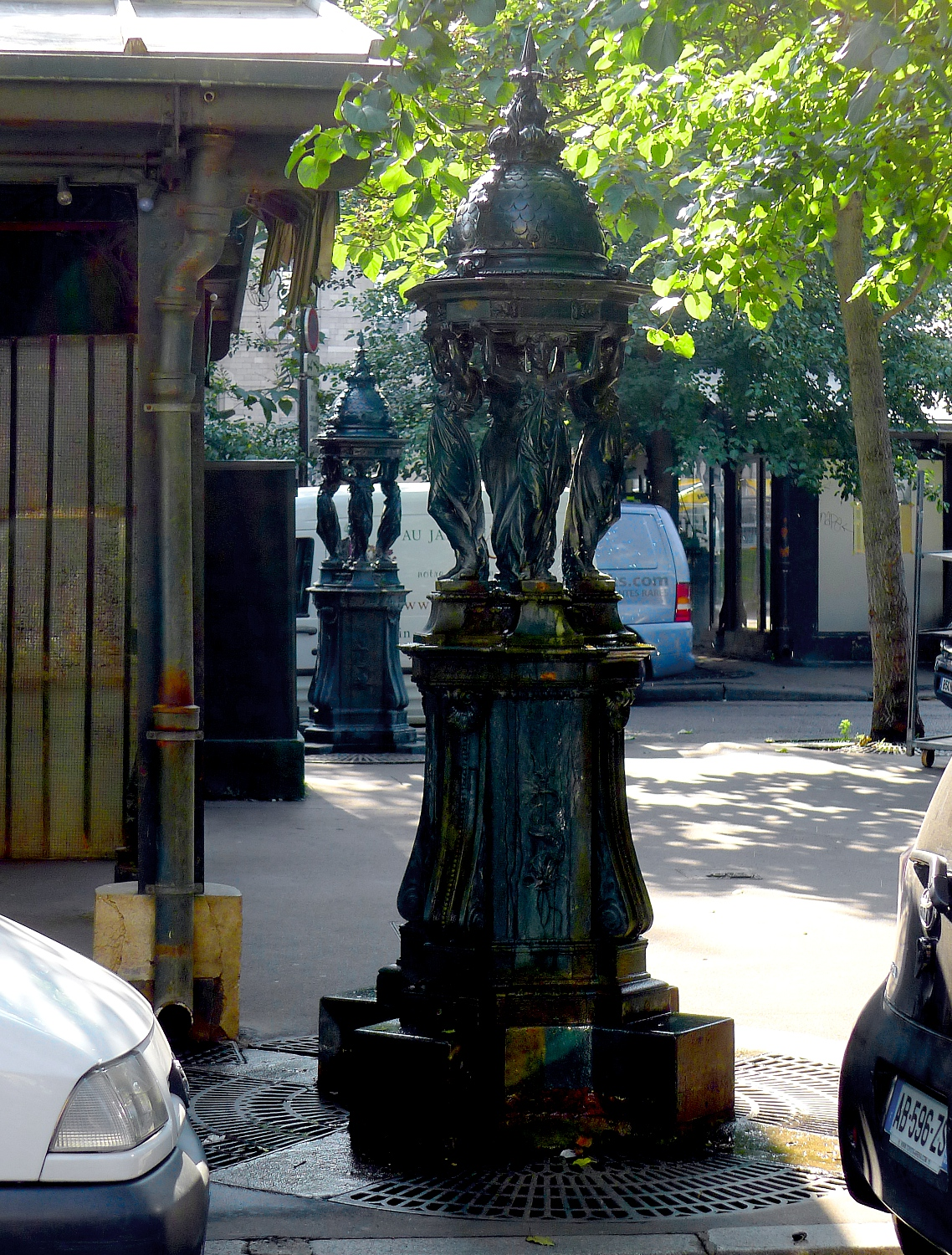
Les deux fontaines Wallace de la place.